# 권수현 (프로게이머)
권수현(1988년 6월 20일 ~ )은 대한민국의 전직 스타크래프트 II 프로게이머이다. 프로게임단 지도자로도 활동했다. 선수 시절 OriOn라는 아이디를 사용했으며 종족은 저그였다.

## 생애
2006년 하반기 드래프트에서 CJ 엔투스의 1차 지명으로 입단하였다.
대한민국 공군 사병으로 복무한 그는 2011년 4월 25일, 이정현과 함께 공군 ACE에 입대하였고, 10-11시즌 6라운드부터 공군 ACE 소속으로 활동 중이었다가 2013년 4월 24일날 동기 이정현과 함께 제대하였다. 제대 이후 은퇴하였다.
이후 CJ 엔투스로 복귀, 팀의 코치로 활동하게 된다.
2015년 11월 27일 CJ 엔투스의 감독으로 승격되었다.
2016년 10월 CJ 엔투스의 스타크래프트 II 종목 팀 해체로 무소속 신분이 되었다.
2018시즌을 앞두고 CJ 엔투스의 배틀그라운드 감독으로 선임되었다.

## 수상 경력

### 선수 경력
- 2006년 제23회 커리지 매치 입상
- 2007년 곰TV MSL 시즌3 32강
- 2008년 곰TV MSL 시즌4 16강
- 2009년 PGL 시즌4 그랜드파이널 우승

### 코치·감독 경력
- SK텔레콤 스타크래프트 II 프로리그 2014 2라운드 3위
- SK텔레콤 스타크래프트 II 프로리그 2014 3라운드 준우승
- SK텔레콤 스타크래프트 II 프로리그 2014 4라운드 3위
- SK텔레콤 스타크래프트 II 프로리그 2014 통합 공동 3위
- SK텔레콤 스타크래프트 II 프로리그 2015 1라운드 3위
- SK텔레콤 스타크래프트 II 프로리그 2015 2라운드 우승
- SK텔레콤 스타크래프트 II 프로리그 2015 3라운드 4위
- SK텔레콤 스타크래프트 II 프로리그 2015 통합 3위
- SK텔레콤 스타크래프트 II 프로리그 2016 2라운드 4위
- SK텔레콤 스타크래프트 II 프로리그 2016 3라운드 3위
- 핫식스 PUBG 서바이벌 시리즈 베타 우승
- 카카오TV PUBG#1 클럽 매치 우승
- 아프리카TV PUBG 리그 시즌 2 우승
- 스타시리즈 & I리그 PUBG 시즌 2 준우승
- PUBG 아시아 인비테이셔널 2019 준우승
- 2019 핫식스 PUBG 코리아 리그 페이즈 3 우승
- 배틀그라운드 위클리 시리즈 페이즈 1 2주차 우승
- PUBG 컨티넨털 시리즈 아시아 3 한국대표선발전 우승